# Orquestra de Sopros de Coimbra
A Orquestra de Sopros de Coimbra(OSC), é uma orquestra da cidade de Coimbra, Portugal. De formação orquestral de instrumentos de sopro e percussão, atualmente constituída por cerca de 60 elementos, na sua maioria estudantes de música, mas também alguns professores que desenvolvem a sua atividade artística em escolas especializadas de música, em bandas filarmónicas e outros agrupamentos musicais da região Centro.
Esta associação de jovens músicos desenvolve ininterruptamente a sua atividade artística há 30 anos, em todo o território nacional e no estrangeiro, contando no seu currículo com participações em concursos internacionais de música onde conquistou vários prémios.
Em 2005, foi-lhe reconhecido o estatuto de utilidade pública, e em 2007 recebeu a medalha de mérito cultural da cidade de Coimbra.

## Historial
OSC|orquestra de sopros de Coimbra é a nova designação adotada pela formação orquestral que, desde a sua fundação até o ano de 2010, se denominava por Grupo de Instrumentos de Sopro de Coimbra (GISC). Tal alteração justificou-se pelas dimensões artística e humana alcançadas, mas também por sugestão de um considerável número de apoiantes e do público que têm acompanhado e apreciado o trabalho desenvolvido pela orquestra.
Fundado em 1982, o GISC iniciou a sua atividade com apenas 9 instrumentistas, tratando-se da primeira associação do género em Portugal. Desde a sua fundação os objetivos que nortearam esta associação foram: desenvolver atividades musicais, fomentando o desenvolvimento da música juvenil e da cultura musical em geral; ampliar a formação dos seus associados, através de uma oferta própria que se consubstancia na abordagem de repertórios novos e diversificados, no tratamento interpretativo e no rigor e exigência que coloca nas atividades que desenvolve; contribuir para a dinamização cultural em território nacional e no estrangeiro.
Marcado por uma intensa atividade cultural, a OSC apresentou-se em concertos autónomos e em parceria com outros grupos, praticamente em todas as regiões de Portugal continental e em muitos países estrangeiros, entre os quais se destacam as seguintes digressões: França, Bélgica e Luxemburgo (1987); Polónia (1989); França e Bélgica (1991); Itália (1994, 1997 e 2003); Hungria (1999); Rússia (2000); Itália (2003); Bélgica e Itália (2005); Japão (2008) e Alemanha (2010).
Desde o início da sua atividade até ao presente momento, estima-se que tenham passado pelos quadros da OSC (GISC) mais de 350 jovens músicos, tendo a maior parte fixado a sua profissão na área musical, alguns deles no estrangeiro.
Em 2001, gravou o seu primeiro trabalho discográfico, intitulado "Prólogo" e em 2002 lançou o seu segundo CD, denominado "RefleXXos".
A 26 de Julho de 2011 recebeu a colaboração da Câmara Municipal de Coimbra para ajuda à divulgação da cultura musical.

## Discografia
- Prólogo (2001).
- RefleXXos, disco comemorativo do 20º aniversário (2002).